# 전현철 (정치인)
전현철(미상 ~ )은 조선민주주의인민공화국의 정치인이다. 조선로동당 중앙위원으로 내각 부총리 겸 당 중앙위원회 경제정책실장이다.

## 경력
2019년 12월에 개최된 조선로동당 중앙위원회 제7기 제5차 전원회의에서 당 중앙위 후보위원으로 보선되었다. 이후 조선로동당 중앙위원회 경제정책실장으로 2021년 1월 개최된 조선로동당 제8차 대회에서 당 중앙위원 겸 당 중앙정치국 후보위원으로 선출되었다. 2021년 1월 개최된 최고인민회의 제14기 제4차 회의에서 내각 부총리로 임명되었다.